# آنتاگونیسم (بیماری‌شناسی گیاهی)
در بیماری‌شناسی گیاهی، آنتاگونیسم (به انگلیسی: Antagonism) به عمل هر جانداری گفته می‌شود که رشد و فعالیت طبیعی یک پاتوژن گیاهی مانند بخش‌های اصلی باکتری‌ها یا قارچ‌ها را سرکوب کند یا با آن تداخل کند.

## سازوکار
- نمونه آنتی‌بیوز - آنزیم‌ها، سموم، آنتی‌بیوتیک‌ها.
- مثال انگلی مستقیم - بیوتروفیک یا نکروتروفیک.
- مثال رقابت - برای مواد مغذی.
- مقاومت القایی (غیرمستقیم).